# Medveș, Alba
Medveș este un sat în comuna Fărău din județul Alba, Transilvania, România.

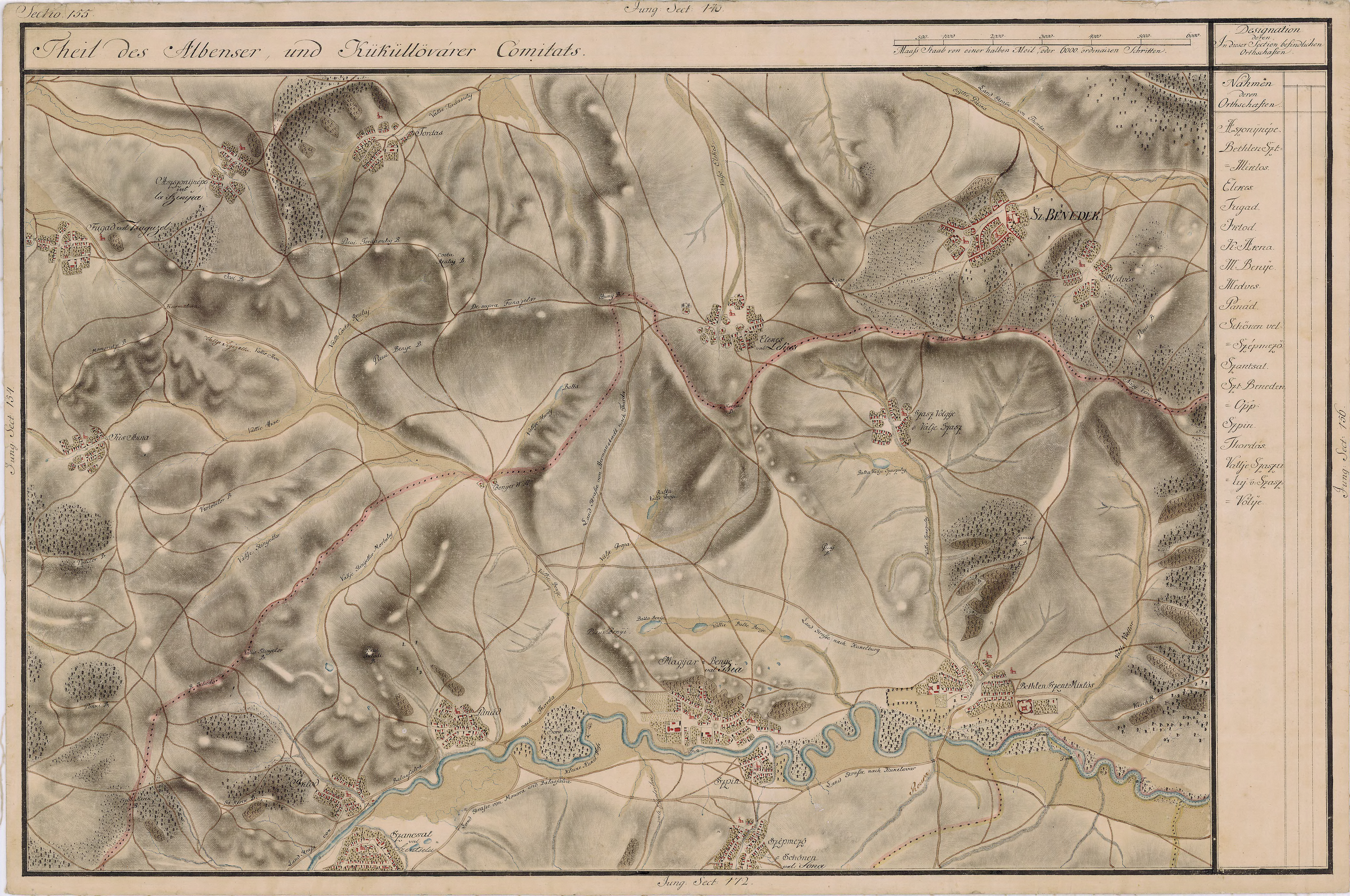
Medveș pe Harta Iosefină a Transilvaniei, 1769-73
(sectio 155)

## Istoric
Pe Harta Iosefină a Transilvaniei din 1769-1773 (Sectio 155) apare sub numele de Medvés.

## Obiective turistice
Monumentul Eroilor Români și Austro-Ungari. Monumentul este o placă comemorativă. Aceasta este realizată din marmură cioplită și este încastrată pe peretele Școlii generale din satul Medveș. Placa a fost dezvelită în anul 1946 pentru cinstirea memoriei eroilor români din cele Două Războaie Mondiale și a eroilor austro-ungari din Primul Război Mondial. Înscrisul de pe placă este „AMINTINDU-NE DE EROI”, urmat de numele a 34 de eroi.